# Geir Helgemo
Geir Helgemo (ur. 14 lutego 1970 w Vinstra) – norweski (do 2012 roku) i monakijski brydżysta, mistrz świata, z tytułami World Grand Master (WBF) oraz European Grand Master i European Champion w kategoriach Open oraz Juniors (EBL).
W 2007 z norweską drużyną narodową wygrał Bermuda Bowl. W 2008 Helgemo zdobył na Olimpiadzie Sportów Umysłowych brązowy medal w kategorii open teamów oraz srebrny – indywidualnie.
Jego stałym partnerem jest Tor Helness.

## Nagrody
- Herman Trophy 1999
- IBPA Award (Osobowość roku) 1996
- Le Bridgeur Award (Za rozgrywkę roku) 1997
- Digital Fountain Award (Za rozgrywkę roku) 2003
- Romex Award (Za licytację roku) 1999
- Precision Award (Za obronę roku) 1991
- Sender Award (Za obronę roku) 1998

## Zwycięstwa
- Bermuda Bowl 2007
- Rosenblum Cup 2006
- Mistrzostwo Świata Juniorów (Pary) 1995
- Mistrzostwa Ameryki Północnej
  - Reisinger 1998, 1999
  - Mitchell Board-a-Match Teams 1999
  - Jacoby Open Swiss Teams 1997, 2005
  - Blue Ribbon Pairs 2003
  - Silodor Open Pairs 1998
- Mistrzostwa Europy
  - Teamy Open 2008
  - Teamy Juniorzy 1990
- Pozostałe:
  - Cap Volmac World Top Invitational Pairs 1994, 1996
  - Cap Gemini Ernst & Young World Top Invitational Pairs 2002
  - Macallan Invitational Pairs 1998, 1999
  - Politiken World Pairs 1997
  - Hecht Cup 2006
  - Generali World Masters Individual 1996